# Neuroleon inspersus
Neuroleon inspersus är en insektsart som först beskrevs av Luisa Eugenia Navas 1926.  Neuroleon inspersus ingår i släktet Neuroleon och familjen myrlejonsländor. Inga underarter finns listade i Catalogue of Life.